# Armée de Dumbledore
 (novembre 2015).
Pour des articles plus généraux, voir Poudlard et Univers de Harry Potter.
L'Armée de Dumbledore (Dumbledore's Army en anglais), souvent abrégée A.D. (D.A.) est une organisation fictive imaginée par l'écrivain J. K. Rowling pour l'univers de Harry Potter.
Dans l'histoire, l'organisation est fondée à l'école de sorcellerie Poudlard par Harry Potter, sur le conseil d'Hermione Granger, dans le but de contrer le système mis en place par l'un des professeurs de cinquième année et déléguée du Ministère de la Magie, Dolores Ombrage. L'Armée de Dumbledore (formée à l'insu du directeur Albus Dumbledore, dont elle porte le nom) est une organisation comptant uniquement des élèves souhaitant s'entrainer à manipuler les sortilèges de défense contre les forces du mal, ce qui leur est devenu interdit. L'organisation fait écho à l'Ordre du Phénix, composée d'adultes cette fois, reformée la même année à l'extérieur de l’école et visant à contrer le mage noir Voldemort et ses partisans.
Vingt-neuf élèves, de différentes maisons de Poudlard, se sont au total inscrits à l'AD. Il y a dix-sept membres de Gryffondor, sept de Serdaigle et cinq de Poufsouffle. Aucun élève de Serpentard n'y est inscrit.

## Histoire
L'Armée de Dumbledore est une organisation secrète fondée par Harry Potter, d'après une idée de Hermione Granger, pour apprendre à ses camarades comment faire face aux situations les plus dangereuses en matière de défense contre les forces du mal et pour contrer la politique du Ministère de la magie et l'enseignement de Dolores Ombrage. Harry en devient tout naturellement le principal professeur en raison de ses précédentes confrontations avec Lord Voldemort. Il transmet notamment à ses « élèves » comment faire apparaître un Patronus, d'après les cours particuliers qu'il a lui-même reçus du professeur Lupin en 3e année.
Cho Chang a d'abord suggéré « AD » pour « association de défense », lettres que Ginny a traduit par « armée de Dumbledore ». Les élèves intéressés par une participation à l'AD doivent, pour jurer le silence, signer un parchemin enchanté par Hermione. Marietta Edgecombe, n'ayant pas tenu sa langue (Cho Chang dans le film après avoir bu du véritasérum), se voit alors souffrir d'une énorme poussée d'acné violette qui forme le mot CAFARD sur son visage.
Les réunions de l'AD ont lieu dans la Salle sur demande, au septième étage. Pour connaître la date de la prochaine réunion, chaque membre de l'AD possède une pièce sur la tranche de laquelle s'affiche une date et une heure précise. Hermione a appliqué sur chacune de ces pièces un sortilège protéiforme. Ainsi, lorsque Harry inscrit une date sur son propre Gallion, la date apparaît sur la tranche de toutes les autres pièces du groupe.
Dans le film Harry Potter et l'Ordre du Phénix, un trentième élève est ajouté à l'AD, il s'agit de Nigel Wolpert, élève de deuxième année au moment de la création de l'AD ; c'est un personnage incarné par William Melling et créé dans le film précédent. Il reprend en partie le rôle tenu dans les livres par les frères Colin et Dennis Crivey qui sont absents des films dans lesquels son personnage apparaît. A contrario, Nigel est absent des romans.
L'armée est dissoute lorsque les cours de défense contre les forces du Mal reprennent au départ du professeur Ombrage. Elle est évoquée à plusieurs reprises dans Harry Potter et le Prince de sang-mêlé, en particulier par le professeur Dumbledore.
Dans Harry Potter et le Prince de sang-mêlé, Ginny, Luna et Neville sont les seuls de l'AD à répondre au signal pour protéger l'école des mangemorts.
Dans Harry Potter et les Reliques de la Mort, l'AD est réactivée en secret par les plus fidèles amis de Harry encore à Poudlard (Ginny Weasley, Neville Londubat et Luna Lovegood) pour s'opposer aux Carrow et au régime que Severus Rogue est contraint d'exercer, en tant que nouveau directeur choisi par Voldemort, pour ne pas se trahir auprès de ce dernier. Après le départ de Ginny et de Luna, Neville est forcé de se cacher dans la Salle sur Demande de façon permanente et en profite pour la transformer en quartier général. Il donnera ensuite le signal de la rébellion au retour de Harry, alertant d'abord les membres de l'AD qui ont quitté Poudlard. Plusieurs membres jouent un rôle clef dans la bataille finale contre Voldemort, à commencer par Neville lui-même, qui tentera de se battre contre le mage noir et qui détruira un de ses Horcruxes juste sous ses yeux.

## Membres de Gryffondor

### Katie Bell
Née en 1978 ou 1979, elle est, durant la majeure partie des années d'études de Harry à Poudlard, une des poursuiveuses de l'équipe de quidditch de Gryffondor avec Angelina Johnson et Alicia Spinnet. Katie a un an de moins que celles-ci. Katie a rejoint l'AD lors de sa création, accompagnée d'Alicia et d'Angelina. Elle frôle la mort lors de sa dernière année d’étude en touchant un collier ensorcelé que Madame Rosmerta lui remet sous l'influence du sortilège de l'Imperium afin qu'elle rapporte l'objet à Poudlard. Au moment où Katie touche le collier, elle se met à léviter tout en criant de douleur, puis tombe au sol. Elle est envoyée à Sainte-Mangouste durant plusieurs mois afin d'être soignée. Dans Harry Potter et les Reliques de la Mort, elle revient à Poudlard pour la bataille finale.
Elle est incarnée à l'écran par Emily Dale dans les opus 1 et 2 et par Georgina Leonidas dans les opus 6 et 7.

### Lavande Brown
Lavande entre à Poudlard dans la maison Gryffondor en même temps que Harry. Elle est la meilleure amie de Parvati Patil. Lavande et Parvati sont passionnées par la divination, enseignée par Sibylle Trelawney dont elles sont admiratrices, jusqu'à son remplacement par Firenze, le séduisant centaure. Dans Harry Potter et l'Ordre du Phénix, Lavande ne croit pas les déclarations de Harry concernant le retour de Voldemort au début de la cinquième année. Pourtant, elle rejoint plus tard l'armée de Dumbledore. Elle se rend au bal de Noël avec Seamus Finnigan et sort avec Ron Weasley durant sa sixième année. Ils ont une relation assez superficielle mais compliquée : après l'empoisonnement de Ron, par exemple, Lavande vient le voir régulièrement à l'infirmerie, tandis que lui fait toujours semblant de dormir. Ron avoue à Harry qu'il ne sait pas comment faire pour mettre fin à leur relation. Ils se séparent au printemps. Dans Harry Potter et les Reliques de la Mort, elle est grièvement blessée dans la bataille de Poudlard, par le loup-garou Fenrir Greyback. Hermione et Sibylle Trelawney attaquent ce dernier lorsqu'il se jette sur elle.
Lavande Brown est interprétée au cinéma par Jennifer Smith dans Harry Potter et le Prisonnier d'Azkaban puis par Jessie Cave dans Harry Potter et le Prince de Sang-Mêlé et Harry Potter et les Reliques de la Mort. Dans le dernier film, Lavande meurt dans la bataille, dévorée par un loup-garou.

### Colin et Dennis Crivey
Tous deux sont issus d'une famille moldue. Colin fait sa première apparition dans Harry Potter et la Chambre des secrets. Il est alors fasciné par Harry Potter. Il ne cesse de le suivre partout où il va en le prenant en photo, ce qui agace Harry. Quelques mois après son arrivée, il est retrouvé pétrifié dans les couloirs. La pellicule de l'appareil photo qu'il utilise à ce moment-là lui sauve la vie en lui permettant de ne pas affronter directement le regard mortel du Basilic. Ce n'est que plusieurs mois plus tard, lorsque les mandragores atteignent l'âge adulte, qu'il est soigné. Il est rejoint dans Harry Potter et la Coupe de feu par son petit frère Dennis Crivey. Celui-ci se comporte d'une manière tout à fait similaire à son frère. Dans Harry Potter et l'Ordre du Phénix, ils rejoignent tous deux l'AD, mais aucun d'entre eux n'est impliqué dans la bataille ayant lieu au département des mystères. Dans Harry Potter et les Reliques de la Mort, bien que Colin ait reçu l'ordre d'évacuer Poudlard avec les autres élèves trop jeunes pour se battre, il reste afin d'aider ses amis à défendre l'école. Colin fait partie des victimes de la bataille de Poudlard puisqu'il est tué dans le parc du château.
Colin est joué par l'acteur Hugh Mitchell dans Harry Potter et la Chambre des secrets. Dennis, lui, n'apparaît pas dans les films.

### Seamus Finnigan
Seamus est un Irlandais aux cheveux blonds né en 1980. Son père est un moldu et sa mère une sorcière. Son meilleur ami est Dean Thomas avec qui il passe la majorité de son temps, étant dans la même classe. Seamus va au bal de Noël du tournoi des trois sorciers en compagnie de Lavande Brown. Il ne croit pas non plus Harry au sujet du retour de Voldemort et préfère croire La Gazette du Sorcier, en partie à cause de sa mère. Il finit donc par se disputer avec Harry à ce sujet. Finalement, il se ralliera aux membres de l'AD et en fera partie. Dans Harry Potter et les Reliques de la Mort, il participe à la bataille finale de Poudlard aux côtés de l'Ordre du Phénix. La plus grande peur de Seamus est le spectre de la mort. Dans la plupart des adaptations au cinéma, Seamus a la malchance de faire exploser des objets et y perdre ses sourcils.
Seamus Finnigan est interprété au cinéma par l'acteur Devon Murray.

### Hermione Granger
Meilleure amie de Harry Potter et de Ron Weasley. C'est elle qui a eu l'idée de fonder l'armée de Dumbledore.

### Angelina Johnson
Poursuiveuse de l'équipe de quidditch de Gryffondor, elle en devient le capitaine après le départ d'Olivier Dubois. Du même âge que les jumeaux Weasley, elle fête son anniversaire environ une semaine avant Halloween. Dans Harry Potter et la Coupe de feu, son cavalier pour le Bal de Noël est Fred Weasley. Dans Harry Potter et les Reliques de la Mort, elle fait partie des sorciers qui reviennent à Poudlard pour la bataille finale contre Voldemort et ses Mangemorts. J. K. Rowling révèle dans une interview qu'elle épousera finalement George et qu'elle aura deux enfants, Fred et Roxanne.
Au cinéma, Angelina Johnson est interprétée par Danielle Taylor dans les films 1, 2 et 3 (créditée dans le second opus par son second nom, Danielle Tabor) puis par Tiana Benjamin dans le 4.

### Lee Jordan
Il est le meilleur ami des jumeaux Weasley. Il est le commentateur officiel des matchs de quidditch durant toutes ses études, bien que ses remarques sur la beauté des joueuses féminines, ou sa partialité anti-Serpentard lui attirent les foudres régulières du professeur McGonagall. Dans Harry Potter et les Reliques de la Mort, il s'improvise journaliste pour la station de radio « Potterveille » qui soutient Harry Potter, et appelle à la résistance contre Lord Voldemort. Pour cela, il fait appel à plusieurs membres de l'Ordre du Phénix : des jumeaux Weasley à Kingsley Shacklebolt en passant par Remus Lupin. Il revient à Poudlard pour la bataille finale contre les Mangemorts.
Lors des adaptations cinématographiques, Lee Jordan fut joué par Luke Youngblood dans les deux premiers films, et n'apparaît pas dans les suivants.

### Neville Londubat
Ami de Harry Potter et Ron Weasley.

### Parvati Patil
Sœur jumelle de Padma Patil. La matière préférée de Parvati est la Divination et elle voue une grande admiration au professeur Sibylle Trelawney. La meilleure amie de Parvati est Lavande Brown. Parvati accompagne Harry Potter au bal de Noël donné à l'occasion du Tournoi des Trois sorciers lors de sa 4e année et tout comme sa sœur, elle est présentée comme étant vraiment très jolie. Dean Thomas dit qu'elles sont les plus belles filles de l'école. À sa 5e année, elle rejoint l'armée de Dumbledore pour apprendre des sortilèges de défense contre Lord Voldemort. Dans Harry Potter et les Reliques de la Mort, elle participe avec sa sœur à la bataille finale de Poudlard. 
Elle est incarnée à l'écran dans le 3e film par Sitara Shah, puis par Shefali Chowdhury à partir d'Harry Potter et la Coupe de feu.

### Harry Potter
Personnage principal de l'histoire.

### Alicia Spinnet
Elle est poursuiveuse de l'équipe de quidditch de Gryffondor comme Katie Bell et Angelina Johnson et est plus âgée que Harry de deux ans. Dans Harry Potter et les Reliques de la Mort, elle revient d'ailleurs avec elles participer au combat final contre Voldemort, à Poudlard. Elle est incarnée à l'écran dans le premier film uniquement par Leilah Sutherland puis par Rochelle Douglas dans le second film.

### Dean Thomas
De haute taille et noir de peau, il est de la même année que Harry Potter et partage son dortoir, tout comme Ron Weasley, Neville Londubat, et son meilleur ami Seamus Finnigan. Il soutient avec ferveur l'équipe de football londonienne de West Ham. Dans Harry Potter et le Prince de sang-mêlé, il sort avec Ginny Weasley, mais ils se quitteront lorsque Harry boira la potion Felix Felicis qui lui apportera cette chance. Dans ce même livre, il joue au poste de poursuiveur, en tant que remplaçant de Katie Bell. Dean fait partie de l'AD dès sa constitution, mais doit (dans les livres) abandonner l'école au cours de septième année en raison de ses origines moldues. Il se cache à la campagne jusqu'à sa capture par des Mangemorts. Libéré du manoir des Malefoy par Dobby, il se cache chez Bill Weasley, puis retourne à l'école pour la bataille finale. Il est incarné à l'écran par Alfred Enoch.

### Fred et George Weasley
Fred et George Weasley sont les jumeaux de la famille Weasley.

### Ginny Weasley
Benjamine de la famille Weasley, amie de Harry et d'Hermione.

### Ron Weasley
Meilleur ami de Harry Potter et d'Hermione Granger.

## Membres de Poufsouffle

### Hannah Abbott
Blonde aux yeux bleus, elle est née en 1980, elle fréquente Poudlard de 1991 à 1998. Elle devient préfète à partir d'août 1995. La mère de Hannah est trouvée morte durant l'automne 1996, assassinée par les Mangemorts ; Hannah, qui l'apprend durant un cours de botanique, quitte l'école pendant quelque temps. Lors du passage de Harry et Hermione à Godric's Hollow, ils trouvèrent une tombe où était inscrit Abbot, ils en viennent donc à la conclusion que ça pouvait être un lointain parent de Hannah et que sa famille vient de Godric's Hollow également. Elle est en bon termes avec Harry, Hermione et Ron. Lors des examens des BUSE, Hannah fut la première à craquer. J. K. Rowling a révélé dans une interview après la parution du septième livre que Hannah épouserait Neville Londubat et deviendrait la patronne du Chaudron Baveur.
Elle est interprétée au cinéma par Charlotte Skeoch dans Harry Potter et la Chambre des secrets et Harry Potter et la Coupe de feu.

### Susan Bones
Élève de Poudlard de la même année que Harry. Susan rejoint l'armée de Dumbledore lors de sa cinquième année d'études à Poudlard. Elle est la nièce d'Amelia Bones. Elle connaît une période difficile lors de sa cinquième année d'études à Poudlard : après l'évasion de dix Mangemorts d'Azkaban, elle devient involontairement célèbre car certains d'entre eux sont coupables des meurtres de plusieurs membres de sa famille, dont Edgar Bones. Elle perd également l'année suivante sa tante Amelia Bones, présidente du Magenmagot. Elle participe à la bataille de Poudlard dans le dernier livre. 
Dans les deux premiers films, elle est interprétée par Eleanor Colombus, la fille du réalisateur Chris Columbus.

### Justin Finch-Fletchley
Justin est élève à Poudlard, de la même année que Harry. Il a les cheveux bouclés. Justin soupçonne Harry d'être derrière les agressions qui terrifient Poudlard dans le deuxième tome. Lorsqu'il est pétrifié à son tour, les deuxième année de Poufsouffle, Ernie MacMillan en tête, redoublent de suspicion. Assez arrogant et hautain, Justin révèle qu'il avait été également reçu au lycée d'élite d'Eton. Il rejoint l'A.D. lors de sa 5e année. Comme la plupart des membres de l'A.D, il participe, dans Harry Potter et les Reliques de la Mort, à la bataille finale de Poudlard. C'est Edward Randell qui l’interprète à l'écran.

### Ernie MacMillan
Il a le même âge que Harry. Bien que très soupçonneux quant au rôle de Harry dans les agressions du deuxième tome, il est l'un des seuls à le croire sur parole quand il affirme que Voldemort, le terrible mage noir qui a tué ses parents, est revenu. Il devient préfet de Poufsouffle en 5e année avec Hannah Abbot. C'est le seul élève de Poufsouffle de son année qui obtient les résultats requis à sa BUSE de potion, ce qui lui permettra de poursuivre son enseignement dans cette matière en 6e année. Lors de sa 7e année, il participe à la bataille de Poudlard. Il sauve Harry, Ron et Hermione avec l'aide de Luna et de Seamus en faisant apparaître leur patronus pour faire fuir les détraqueurs, Harry n'ayant pas assez de force pour faire un patronus. Son patronus prend la forme d'un sanglier.
Il est incarné à l'écran par Louis Doyle dans les films 2 et 4.

### Zacharias Smith
Il est membre de l'équipe de quidditch de Poufsouffle au poste de poursuiveur. Il fait partie de l'armée de Dumbledore mais se montre très critique envers Harry. Ses cheveux sont blonds et il a un nez en trompette. Il est également un des deux commentateurs des matchs de quidditch en 6e année et est fortement anti-Gryffondor. Dans Harry Potter et les Reliques de la Mort, il est le seul membre de l'armée de Dumbledore présent à Poudlard qui refuse de combattre les Mangemorts assiégeant l'école. Il prend donc la fuite en compagnie des plus jeunes élèves.

## Membres de Serdaigle

### Terry Boot
Il est élève à Poudlard, de la même année que Harry. Au cours de la 6e année, il est l'un des rares élèves à être admis en classe de potions à la suite des examens de cinquième année. Il est l'un des membres de l'A.D. qui a aidé Harry à échapper à l'embuscade que Malefoy lui avait tendu dans le Poudlard Express. Dans Harry Potter et les Reliques de la Mort, il fait partie de ceux qui se cachent dans la Salle sur demande et résistent au régime des Carrow. Il participe à la bataille finale de Poudlard.

### Cho Chang
Élève de Serdaigle et attrapeuse au quidditch, Cho est âgée d'un an de plus que Harry.
Cho apparaît pour la première fois dans Harry Potter et le Prisonnier d'Azkaban lors d'un match de quidditch opposant Serdaigle à Gryffondor, et Harry tombe tout de suite sous son charme. Dans Harry Potter et la Coupe de feu, lorsque Harry l'invite pour le bal de Noël, Cho répond qu'elle a déjà accepté l'invitation de Cedric Diggory, adversaire de Harry dans le Tournoi des Trois Sorciers. Harry découvre pendant le bal que Cho et Cedric sortent ensemble. Après la mort de Cedric, Cho demeure profondément affectée. Dans Harry Potter et l'Ordre du Phénix, elle intègre l'armée de Dumbledore. Le lecteur découvre lors de ces séances que son Patronus est un cygne. Durant cette cinquième année, Cho transmet de nombreux signes à Harry indiquant qu'il ne la laisse pas indifférente, mais ce dernier ne se rend compte de rien. Cho finit par aborder Harry après une réunion de l'AD et l'embrasse. Les deux jeunes gens sortent ensemble, mais Cho pleure souvent en repensant à Cedric. De plus, elle finit par s'agacer devant les maladresses accumulées de Harry. Lorsque Cho se plaint auprès de Harry de la cruauté d'Hermione à la suite de sa malédiction lancée contre sa meilleure amie Marietta Edgecombe, après qu'elle a dénoncé l'organisation à Dolores Ombrage, Harry soutient Hermione. Cho et Harry cessent alors de se voir et Harry apprendra un peu plus tard que Cho sort avec Michael Corner. Dans Harry Potter et les Reliques de la Mort, Cho est restée fidèle à l'armée de Dumbledore sous le règne de Voldemort, et elle réapparaît brièvement lors du retour de Harry à Poudlard, lui adressant un sourire amical. Elle se bat lors de la bataille de Poudlard et y survit. Le 18 octobre 2007, J. K. Rowling a révélé que Cho Chang s'est plus tard mariée avec un Moldu.
Dans les films, Cho est interprétée par Katie Leung.

### Michael Corner
Il sort avec Ginny Weasley, la sœur de Ron, ce qui déplaît beaucoup à celui-ci. À la fin de la cinquième année, il est dépité par la défaite de Serdaigle face à Gryffondor au quidditch ; Ginny rompt avec lui et elle se met à sortir avec Dean Thomas. Par la suite, il sortira avec Cho Chang. Dans Harry Potter et les Reliques de la Mort, il participe à la bataille finale de Poudlard.

### Marietta Edgecombe
C'est une amie de Cho Chang avec qui elle rejoint l'armée de Dumbledore. Elle va pourtant trahir l'association au profit de Dolores Ombrage car sa mère travaille au ministère de la magie. À cause de cela, elle se retrouve avec des pustules violettes sur le front formant le mot « cafard », conséquence d'un sortilège mis en place par Hermione. Ils ne disparaîtront jamais véritablement car, adulte, il lui restera des cicatrices.

### Anthony Goldstein
Il est préfet des Serdaigle à partir de sa 5e année. Il fréquente surtout Michael Corner et Terry Boot, deux autres élèves de sa maison. C'est un sang-mêlé. Dans Harry Potter et les Reliques de la Mort, il reste à Poudlard lors de la bataille finale pour lutter contre les Mangemorts.

### Luna Lovegood
Luna Lovegood est une élève de la maison Serdaigle, caractérisée comme fantaisiste et excentrique. Elle devient l’amie de Harry, Ron et Hermione à partir de leur cinquième année.

### Padma Patil
Sœur jumelle de Parvati Patil. Padma accompagne Ron Weasley au bal de Noël à l'occasion du Tournoi des Trois sorciers lors de sa 4e année et tout comme sa sœur, elle est présentée comme étant particulièrement jolie. Dean Thomas dit qu'elles sont les plus belles filles de l'école. À sa 5e année, Padma devient préfète de sa maison et elle rejoint l'armée de Dumbledore pour apprendre des sortilèges de défense contre Lord Voldemort. Dans Harry Potter et les Reliques de la Mort, elle participe avec sa sœur à la bataille finale de Poudlard. 
Padma est interprétée par Afshan Azad à partir du 4e film, où, contrairement aux livres, elle fait partie comme sa sœur de la maison Gryffondor.

## Dans la culture populaire
En 2015, L'Armée de Dumbledore est le nom d'un syndicat étudiant de l'Université Rennes-II en France.

## Sources
- Cet article est partiellement ou en totalité issu de l'article intitulé « Poudlard » (voir la liste des auteurs).

- Cet article est partiellement ou en totalité issu de l'article intitulé « Personnages secondaires de l’univers de Harry Potter » (voir la liste des auteurs).

- Cet article est partiellement ou en totalité issu de l'article intitulé « Liste des personnages de l'univers de Harry Potter » (voir la liste des auteurs).